# 브라이언 벌링턴
브라이언 폴 벌링턴(영어: Bryan Paul Bullington, 1980년 9월 30일 ~ )은 미국의 전직 프로 야구 선수이다. 현재 밀워키 브루어스의 국제 담당 스카우트로 활동 중이다.

## 약력
2002년 전체 1순위로 피츠버그 파이리츠에 지명되었고 이후 기대와 달리 두각을 보이지 못했고 방출된후 클리블랜드 인디언스, 토론토 블루제이스, 캔자스시티 로열스에서 활약했지만
부진한 모습을 보였고 2011년 일본 프로 야구팀인 히로시마 도요 카프와 계약하여 13승 11패 방어율 2.42의 성적을 기록하며 야구인생의 꽃을 피우게 되었고 재계약하여 현재 활동하고 있다.
2012년 시즌이 시작한 후 2년차의 징크스인지 승운이 따르지가 않았다. 29경기 등판해서 7승 14패 방어율 3.23의 성적을 기록하였고 최다패의 불명예를 떠안았다. 2012년 시즌이 끝난 뒤 구단에서 승패 기록보다 이닝이터로서의 면모를 높이 평가하여 재계약에 성공하였다. 2013년 28경기 등판하여 11승 9패 방어율 3.23의 성적을 기록하였고, 동시에 히로시마 도요 카프의 16년 만의 A클래스 진입에 성공시킴으로써 2014년 시즌 잔류에 성공하였다. 2014년 시즌에는 23경기 등판하여 9승 8패 방어율 4.58을 기록하였고, 팀을 2년 연속 A클래스에 진입하는데 기여하였다. 하지만 시즌이 지날수록 부진하기 시작했고 시즌 중에 영입한 듄트 히스에 밀려 2군으로 내려갔다. 2014년 12월 2일 히로시마 도요 카프를 퇴단하였고, 12월 6일 오릭스 버펄로스에 입단하였다. 2015년 14경기 5승 3패 3.30의 방어율을 기록했다. 시즌이 끝난 2015년 12월 2일 자유 계약 선수로 공시되며 퇴단했다. 이후 선수 생활을 은퇴하고 밀워키 브루어스의 국제 담당 스카우트로 영입되어 활동하고 있다.

## 통산기록
| 연 도    | 소 속    | 등 판 | 선 발 | 완 투 | 완 봉 | 무 4 구 | 승 리 | 패 전 | 세 이 브 | 홀 드 | 승 률 | 타 자 | 이 닝 | 피 안 타 | 피 홈 런 | 볼 넷 | 고 4 | 몸 맞 | 탈 삼 진 | 폭 투 | 보 크 | 실 점 | 자 책 점 | 평 자 책 | W H I P |
| -------- | -------- | ----- | ----- | ----- | ----- | ------- | ----- | ----- | -------- | ----- | ----- | ----- | ----- | -------- | -------- | ----- | ---- | ----- | -------- | ----- | ----- | ----- | -------- | -------- | ------- |
| 2005     | PIT      | 1     | 0     | 0     | 0     | 0       | 0     | 0     | 0        | 0     | ----  | 7     | 1.1   | 1        | 0        | 1     | 0    | 1     | 1        | 0     | 0     | 2     | 2        | 13.5     | 1.50    |
| 2007     | PIT      | 5     | 3     | 0     | 0     | 0       | 0     | 3     | 0        | 0     | .000  | 76    | 17.0  | 24       | 3        | 5     | 0    | 0     | 7        | 1     | 0     | 11    | 10       | 5.29     | 1.71    |
| 2008     | CLE      | 3     | 2     | 0     | 0     | 0       | 0     | 2     | 0        | 0     | .000  | 60    | 14.2  | 15       | 4        | 2     | 0    | 1     | 12       | 1     | 0     | 9     | 8        | 4.91     | 1.16    |
| 2009     | TOR      | 4     | 0     | 0     | 0     | 0       | 0     | 0     | 0        | 0     | ----  | 31    | 6.0   | 7        | 0        | 6     | 1    | 0     | 5        | 0     | 0     | 2     | 2        | 3.00     | 2.17    |
| 2010     | KC       | 13    | 5     | 0     | 0     | 0       | 1     | 4     | 0        | 0     | .200  | 196   | 42.2  | 51       | 6        | 17    | 2    | 4     | 29       | 1     | 0     | 29    | 29       | 6.12     | 1.59    |
| 2011     | 히로시마 | 30    | 30    | 3     | 2     | 1       | 13    | 11    | 0        | 0     | .542  | 832   | 204.1 | 183      | 8        | 43    | 3    | 18    | 136      | 4     | 0     | 61    | 55       | 2.42     | 1.11    |
| 2012     | 히로시마 | 29    | 29    | 0     | 0     | 0       | 7     | 14    | 0        | 0     | .333  | 733   | 175.2 | 166      | 8        | 44    | 4    | 5     | 137      | 2     | 0     | 79    | 63       | 3.23     | 1.20    |
| 2013     | 히로시마 | 28    | 28    | 0     | 0     | 0       | 11    | 9     | 0        | 0     | .550  | 710   | 172.2 | 154      | 17       | 41    | 2    | 14    | 117      | 0     | 1     | 67    | 62       | 3.23     | 1.13    |
| 2014     | 히로시마 | 23    | 23    | 1     | 0     | 1       | 9     | 8     | 0        | 0     | .529  | 566   | 131.2 | 145      | 14       | 32    | 1    | 10    | 85       | 1     | 1     | 77    | 67       | 4.58     | 1.34    |
| 2015     | 오릭스   | 14    | 14    | 1     | 1     | 0       | 5     | 3     | 0        | 0     | .625  | 305   | 73.2  | 60       | 3        | 24    | 0    | 8     | 46       | 0     | 0     | 30    | 27       | 3.30     | 1.14    |
| MLB：5년 | MLB：5년 | 26    | 10    | 0     | 0     | 0       | 1     | 9     | 0        | 0     | .100  | 370   | 81.2  | 98       | 13       | 31    | 3    | 6     | 54       | 3     | 0     | 53    | 51       | 5.62     | 1.58    |
| NPB：5년 | NPB：5년 | 124   | 124   | 5     | 3     | 2       | 45    | 45    | 0        | 0     | .500  | 3146  | 758   | 708      | 50       | 184   | 10   | 55    | 521      | 10    | 2     | 314   | 274      | 3.25     | 1.18    |

- 2015년 시즌 종료 시 기준.
- 굵은 글씨는 리그 최고.